# بخش مرکزی (ان‌بی‌ای)
بخش مرکزی (به انگلیسی: Central Division) یکی از سه بخش کنفرانس شرق در لیگ ان‌بی‌ای محسوب می‌شود. این بخش شامل پنج تیم شیکاگو بولز، کلیولند کاوالیرز، دیترویت پیستونز، ایندیانا پیسرز و میلواکی باکس است. همهٔ تیم‌ها به‌جز کاوالیرز قبلا در بخش میدوست حضور داشتند؛ بنابراین بخش مرکزی در حال حاضر بسیار شبیه به بخش میدوست در دههٔ ۱۹۷۰ است.